# Neilo delli
Neilo delli is een tweekleppigensoort uit de familie van de Malletiidae. De wetenschappelijke naam van de soort is voor het eerst geldig gepubliceerd in 1978 door B.A. Marshall.